# توکامک

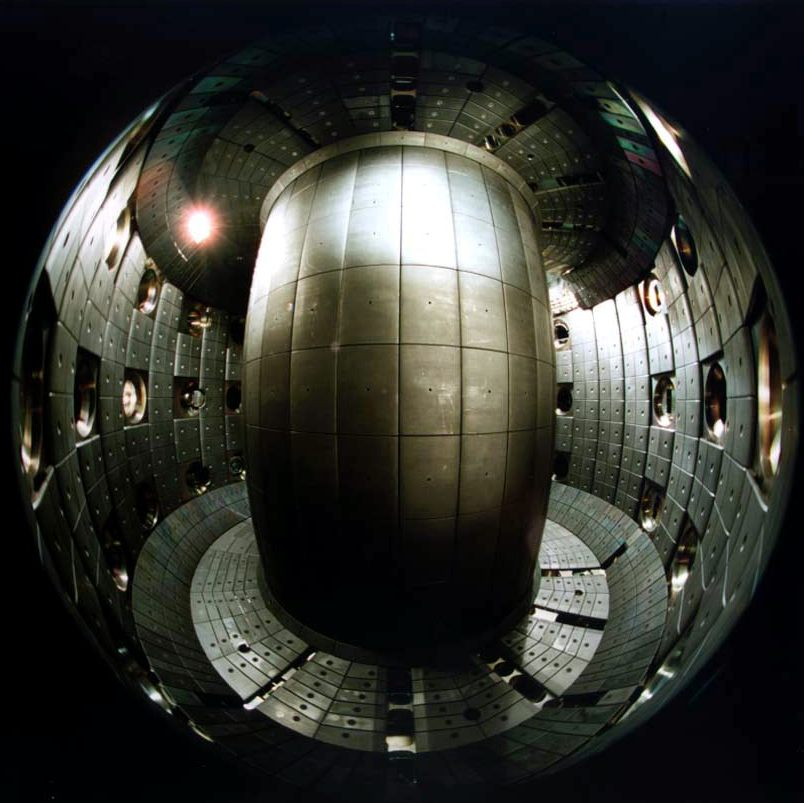
داخل چنبرهٔ توکامک TCV در سوئیس

توکامک (به روسی: Токамак)(به انگلیسی: Tokamak) نام نوعی دستگاه است که کار آن محصورسازی پلاسما است و برای ایجاد پایداری پلاسما بر مبنای محصورسازی مغناطیسی طراحی شده‌است.
این سیستم‌ها حاوی پلاسمای دوتریوم-تریتیوم هستند که توسط دو سری میدان مغناطیسی نگهداری می‌شوند، و شکلی مانند چنبره تشکیل می‌دهند.
توکامک یکی از گونه‌های مختلف از دستگاه‌های هم‌جوشی محصورسازی مغناطیسی، و یکی از نامزدها برای تولید کنترل قدرت همجوشی گرما است که بیشترین تحقیق روی آن انجام شده‌است. در توکامک‌ها از میدان‌های مغناطیسی برای محصور کردن پلاسما استفاده می‌شود زیرا که هیچ مواد جامدی نمی‌تواند درجه حرارت بسیار بالای پلاسما را تحمل کند. استلراتور یک جایگزین برای توکامک است.
در دستگاه توکامک سعی می‌شود پلاسما را توسط ابزارها و میدان‌های مغناطیسی مختلف، در محفظه‌ای چنبره‌ای شکل محصور کنند تا از برخورد آن به دیواره و فروپاشی جلوگیری شود. از مهمترین میدان‌های مغناطیسی در توکامک می‌توان به موارد زیر اشاره کرد:
- میدان مغناطیسی سمتی یا چنبره‌ای
- میدان مغناطیسی قطبی
- میدان مغناطیسی عمودی

توکامک در دههٔ ۱۹۵۰ توسط فیزیکدانان شوروی ایگور یوگنیویچ تام و آندره ساخاروف، با الهام از ایده اولیه از لو آرتسیموویچ اختراع شد. کاربرد توکامک‌ها در نهایت برای دستیابی به تولید انرژی هسته‌ای از طریق روش گداخت هسته‌ای است.

## توکامک
- چنبره‌ای
- قطبی
- عمودی

## توکامک‌های مشهور
توکامک‌های زیادی در اقصی نقاط جهان مشغول به فعالیت بوده و هستند. از میان آنان، توکامک‌های مشهور در زیر فهرست بندی شده‌اند.

### کنونی

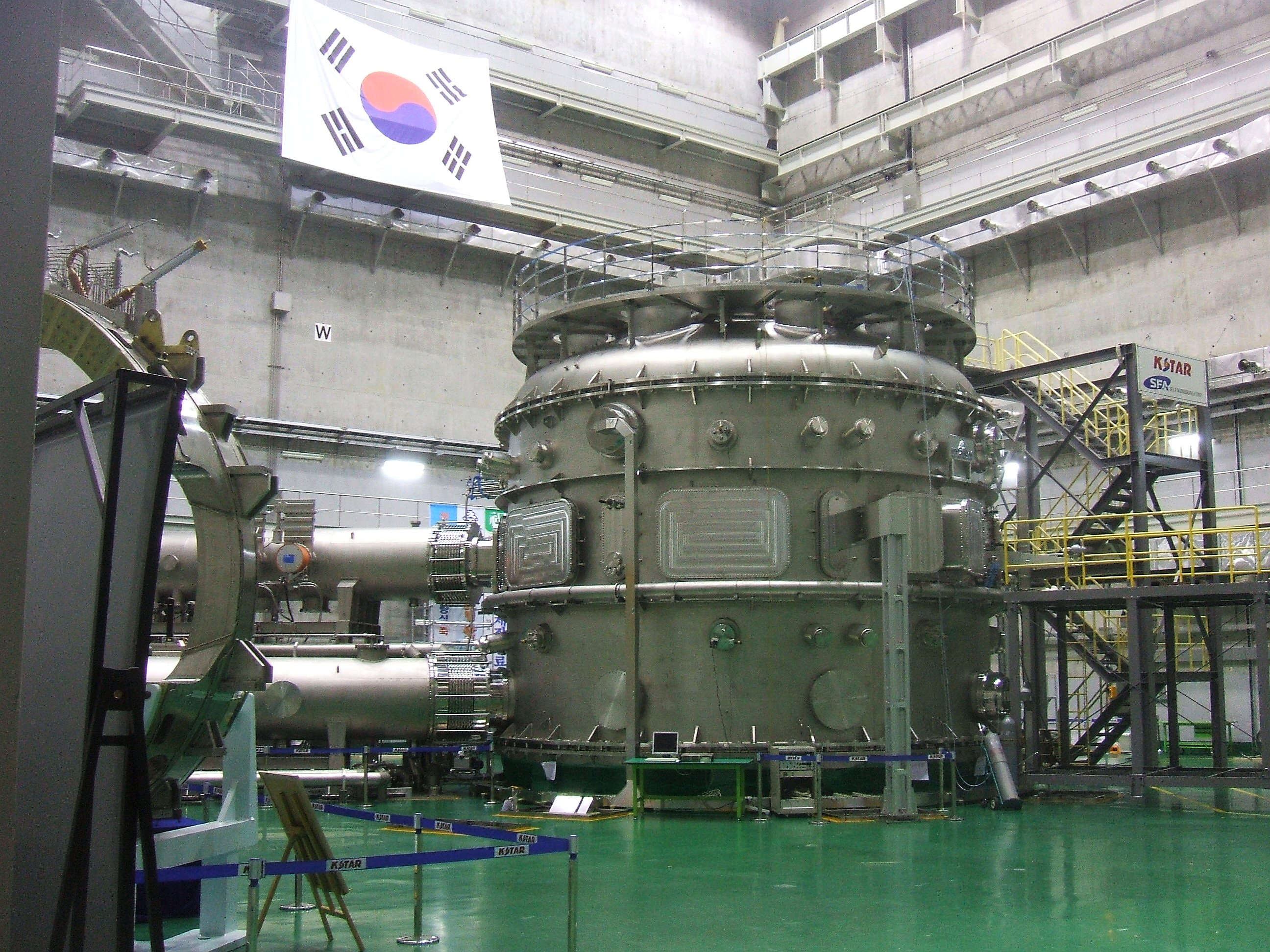
توکامک KSTAR کره جنوبی

- توکامک T-۱۰: انستیتو کورچاتوف، روسیه، تأسیس ۱۹۷۳
- مرکز پژوهشی یولیش، آلمان، تأسیس ۱۹۷۸
- چنبره مشترک اروپا (JET)، انگلستان، تأسیس ۱۹۸۳
- JT-۶۰، ژاپن، تأسیس ۱۹۸۵
- STOR-M، کانادا تأسیس ۱۹۸۷.
- گلوبوس ام، انستیتوی ایوف، سن پترزبورگ، روسیه
- Tore Supra,[۱] فرانسه، ۱۹۸۸
- Aditya، هند، ۱۹۸۹
- DIII-D[۲] کالیفرنیا، ژنرال اتومیکس ۱۹۸۸
- COMPASS، سابقاً متعلق یه انگلستان، اکنون متعلق به جمهوری چک
- FTU، ایتالیا، ۱۹۹۰
- ISTTOK,[۳] پرتغال، ۱۹۹۱
- ASDEX، آلمان، ۱۹۹۱
- Alcator C-Mod[۴] دانشگاه‌ام آی تی، ۱۹۹۲
- TCV، سوئیس، تأسیس ۱۹۹۲
- TCABR، برزیل ۱۹۹۴.
- HT-۷، چین، ۱۹۹۵
- MAST، انگلستان، ۱۹۹۹
- آزمایشگاه ملی چنبره کروی، دانشگاه پرینستون، ۱۹۹۹
- EAST (HT-7U)، چین، ۲۰۰۶
- KSTAR، کره جنوبی، ۲۰۰۸

### بازنشسته
- LT-۱ استرالیا، ۱۹۶۳
- T-۳، روسیه
- T-۴، روسیه
- Texas Turbulent Tokamak، دانشگاه تگزاس در آستین، ۱۹۷۱
- Alcator A و Alcator C، دانشگاه‌ام آی تی، ۱۹۷۵ تا ۱۹۸۸.
- TFTR، دانشگاه پرینستون، ۱۹۸۲ تا ۱۹۹۷
- CASTOR,[۵] جمهوری چک، ۱۹۸۳ تا ۲۰۰۶
- T-۱۵، روسیه، ۱۹۸۸ تا ۲۰۰۵
- UCLA Electric Tokamak، دانشگاه کالیفرنیا در لس آنجلس، ۱۹۹۹ تا ۲۰۰۵
- Tokamak de Varennes، کانادا، ۱۹۸۷ تا ۱۹۹۹
- START، انگلستان، ۱۹۹۱ تا ۱۹۹۸

### آینده
- ITER، فرانسه
- SST-۱، هند،[۶]
- DEMO، ۲۰۲۴، در صورت موفقیت‌آمیز بودن ITER

### در ایران
بخش تحقیقات فیزیک اتمی و ملکولی مرکز تحقیقات فیزیک پلاسمای دانشگاه آزاد اسلامی واحد علوم و تحقیقات تهران، در سال ۱۳۷۳ یک دستگاه توکامک مشتق T-1 روسی را از چین خریداری و راه‌اندازی کرد که با عنوان IR-T1 نامگذاری شد. هدف از این توکامک آزمایشی، پیشبرد تحقیقات و مطالعات پیشرفته در زمینه فیزیک پلاسما و همجوشی هسته‌ای عنوان گردید. توکامک IR-T1 در زمره توکامک‌های کوچک و با راندمان بالا می‌باشد.

## نگارخانه

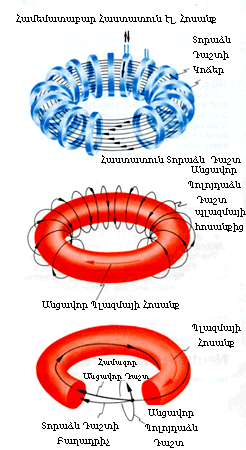
توکامک از دو سری میدان (طولی و عرضی) بهره می‌برد
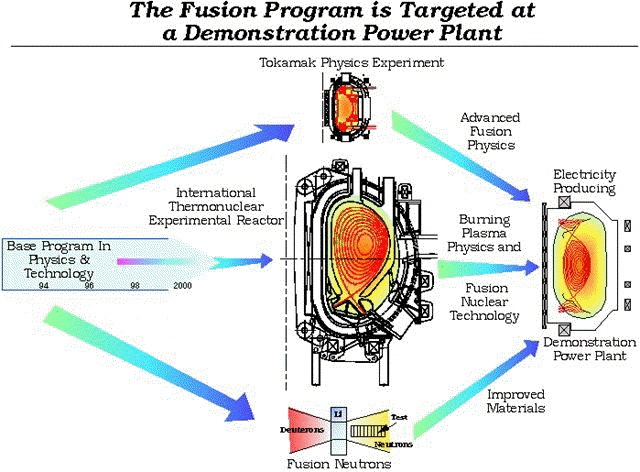
دید مقطعی یک چنبره و پلاسمای داخل آن
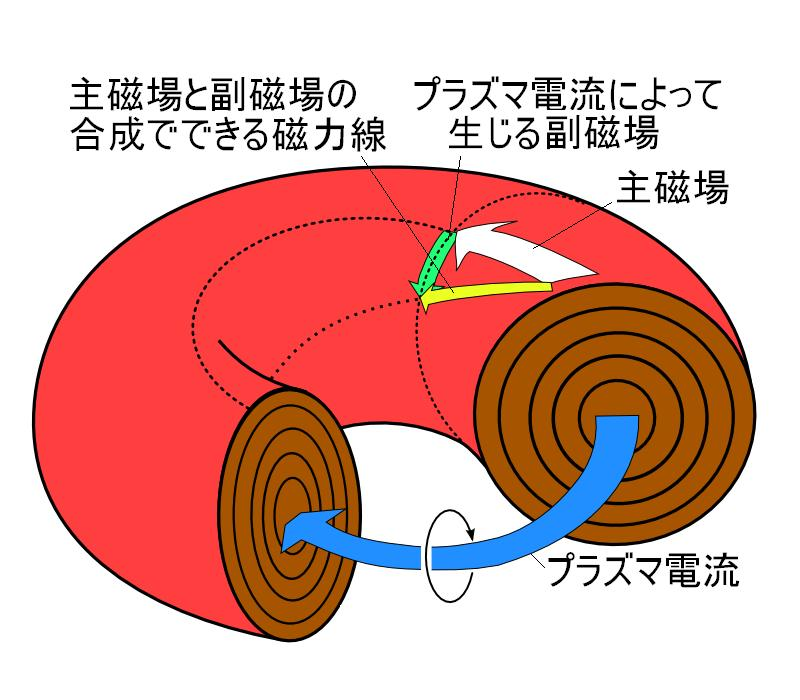
میدان چنبره
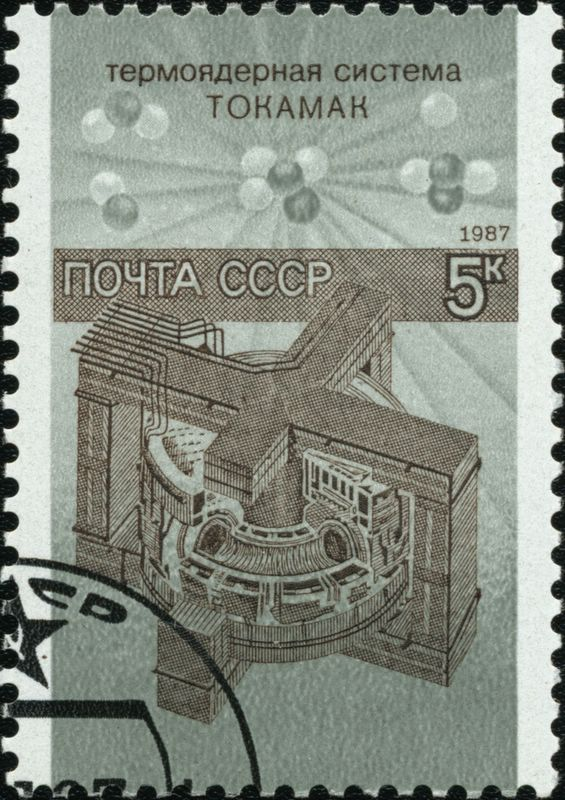
تمبر یادبود بمناسبت ساخت توکامک T-3